# Lux a Delux
Lux a Delux je československý animovaný televizní seriál z let 1983, 1987, 1989 a 1991 poprvé vysílaný v rámci večerníčku v červnu 1992. Seriál vznikl na základě komiksové předlohy Kosmonauti Lux a Delux z planety Xylofon, která vycházela v roce 1980 na pokračování v komiksu Aréna.
Scénář připravili Jaroslav Pacovský a Jiří Šebánek, režii obstaral Ilja Novák. Výtvarnou stránku seriálu dodal Petr Poš. Bylo natočeno 13 epizod, v délce mezi 9 a10 minutami.

## Synopse
Hlavními hrdiny jsou dva mimozemští kosmonauti Lux a Delux, kteří zkoumají planetu Zemi…

## Seznam dílů
1. Lux a Delux startují do kosmu (1983)
2. Lux a Delux bloudí v kosmu (1987)
3. Lux a Delux přistávají na Zemi (1989)
4. Lux a Delux na průzkumu (1989)
5. Lux a Delux navazují ztracené spojení (1989)
6. Lux a Delux hledají rozumné bytosti (1989)
7. Lux a Delux mezi brouky (1987)
8. Lux a Delux potkávají nelidi (1989)
9. Lux a Delux hrají ragby (1991)
10. Lux a Delux v ringu (1991)
11. Lux a Delux a druhotné suroviny (1991)
12. Lux a Delux na módní přehlídce (1991)
13. Lux a Delux se vracejí domů (1991)

## Další tvůrci
- Výtvarník: Petr Poš